# Edward Kobyliński
Edward Kobyliński   (Varsòvia, 15 de gener de 1908 - Varsòvia, 7 de setembre de 1992) va ser un remer polonès que va competir durant les dècades de 1920 i 1930.
El 1932 va prendre part en els Jocs Olímpics de Los Angeles, on guanyà la medalla de bronze en la prova del quatre amb timoner del programa de rem, formant equip amb Jerzy Braun, Janusz Ślązak, Stanisław Urban i Jerzy Skolimowski. Quatre anys més tard, als Jocs de Berlín, fou sisè en la prova del dos sense timoner del programa de rem.
En el seu palmarès també destaquen vuit títols nacionals entre 1933 i 1938.
Durant la Segona Guerra Mundial va lluitar en la Campanya de Polònia. En acabar la guerra va ajudar en la recuperació del rem a Polònia i va dirigir l'equip nacional el 1953 i 1954. Va fer de jutge de rem als Jocs Olímpics de 1972 i 1976. De 1982 a 1984 va ser president de la Federació Polonesa de rem. Va morir a Varsòvia el 1992.